# Cratere Zinner
Zinner è un piccolo cratere lunare intitolato all'astronomo tedesco Ernst Zinner.
È situato a nord del cratere Schiaparelli sull'Oceanus Procellarum. È circolare e a forma di tazza, con un'albedo alta se paragonata al mare lunare circostante. Il cratere si trova lungo un raggio lineare proveniente da sudovest. A nordovest si trova il leggermente più grande cratere Golgi. Ad est di Zinner si trova un sistema di creste corrugate note come Dorsa Burnet.
Questo cratere era chiamato 'Schiaparelli B' prima che l'Unione Astronomica Internazionale gli assegnasse il nome attuale.